# Casa Grande da Meadela
A Casa Grande da Meadela é um casa abastada localizada em Meadela, na atual freguesia de Viana do Castelo (Santa Maria Maior e Monserrate) e Meadela, no município e no Distrito de Viana do Castelo, em Portugal.

## História
A casa e quinta foram ocupadas em 1809 durante a Segunda Invasão Francesa.
O seu interior sofreu duas grandes campanhas de obras: uma em meados do século XIX e outra na década de 1960 do século XX, que pouco deixaram do aspecto original.

## Características
A Casa Grande da Meadela é um exemplar paradigmático da arquitetura civil portuguesa do século XIX. O seu traço revela uma grande simbiose entre os modelos tradicionais e as linhas depuradas e eruditas do neoclássico então em voga por toda a Europa. De salientar os grandes janelões em guilhotina de três folhas, principais responsáveis pelo caráter monumental do conjunto.
Apresenta planta em "L" com uma grande varanda nas traseiras que se lança para o jardim através de uma escadaria em "T". Mantém as fachadas exteriores praticamente intactas com excepção da grande varanda das traseiras, fechada em meados do século XIX, criando uma galeria envidraçada, ao gosto inglês. Na fachada este, ao nível do andar nobre, foi acrescentada na mesma época, uma dependência ao gosto neo-gótico, de planta semi-circular, destinada à higiene pessoal (não era ainda um "water closet" pois não possuía canalizações, possuía contudo um engenhoso sistema de aquecimento de águas a partir dos fornos da cozinha).
Conserva ainda a escadaria de meados de oitocentos, cujas paredes são totalmente revestidas a escaiola marmoreada, a bela varanda/galeria e o toilete neo-gótico conserva ainda o sistema de aquecimento de águas do século XIX.